# Langur
Langur (Presbytis) – rodzaj ssaków naczelnych z podrodziny gerez (Colobinae) w obrębie rodziny koczkodanowatych (Cercopithecidae).

## Rozmieszczenie geograficzne
Rodzaj obejmuje gatunki występujące w południowo-wschodniej Azji.

## Morfologia
Długość ciała (bez ogona) 25,7–61 cm, długość ogona 56–89 cm; masa ciała 4,3–9 kg.

## Systematyka
Rodzaj zdefiniował w 1821 roku niemiecki lekarz, botanik i zoolog Johann Friedrich von Eschscholtz w rozdziale zatytułowanym Opis nowego rodzaju małp Presbytis mitrata, opublikowanym w publikacji pod redakcją rosyjskiego podróżnika i odkrywcy Otto von Kotzebue’a o tytule Rejs odkrywczy na Morze Południowe i do Cieśniny Beringa w celu zbadania północno-wschodniego przejścia podjęty w latach 1815, 1816, 1817 i 1818 na koszt Jego Wysokości Cesarskiego Kanclerza hrabiego Rumanzoffa na statku Rurick pod dowództwem porucznika cesarskiej rosyjskiej marynarki Otto von Kotzebue. Gatunkiem typowym jest (oznaczenie monotypowe) langur czepcowy (P. mitrata).

### Etymologia
- Presbytis: gr. πρεσβυτις presbutis ‘staruszka’, od πρεσβυτης presbutēs ‘starzec’; być może również od greckiego słowa πρεσβυτερος presbuteros ‘senior, ksiądz’[9].
- Lophopithecus: gr. λοφος lophos ‘grzebień’; πιθηκος pithēkos ‘małpa’[10]. Gatunek typowy: Trouessart wymienił kilkanaście gatunków – Semnopithecus chrysomelas S. Müller, 1838, Semnopithecus femoralis W. Martin, 1838, Semnopithecus neglectus Schlegel, 1876 (= Semnopithecus femoralis W. Martin, 1838), Semnopithecus frontatus S. Müller, 1838, Simia melalophos Raffles, 1821, Semnopithecus ferrugineus Schlegel, 1876 (= Simia melalophos Raffles, 1821), Presbytis nobilis J.E. Gray, 1842 (= Simia melalophos Raffles, 1821), Presbytis mitrata Eschscholtz, 1821, Semnopithecus rubicundus S. Müller, 1838, Semnopithecus Obscurus Reid, 1837, Semnopithecus pileatus Blyth, 1843, Cercopithecus albo-cinereus Desmarest, 1822 (= Semnopithecus hypoleucos Blyth, 1841) – z których gatunkiem typowym jest (późniejsze oznaczenie) Simia melalophos Raffles, 1821[3].
- Corypithecus: gr. κορυς korus, κορυθος koruthos ‘kask, hełm’; πιθηκος pithēkos ‘małpa’[11]. Gatunek typowy (oznaczenie monotypowe): Semnopithecus frontatus S. Müller, 1838.

### Podział systematyczny
Do rodzaju należą następujące występujące współcześnie gatunki:
| Grafika | Gatunek               | Autor i rok opisu            | Nazwa zwyczajowa     | Podgatunki         | Rozmieszczenie geograficzne | Podstawowe wymiary                             | Status IUCN |
| ------- | --------------------- | ---------------------------- | -------------------- | ------------------ | --- | ---------------------------------------------- | ----------- |
|         | Presbytis thomasi     | (Collett, 1893)              | langur posiwiały     | gatunek monotypowy | Indonezja (północna Sumatra (prowincja Aceh), głównie na północ od rzek Wampu i Alas)                                                                                                   | DC: około 55 cm DO: 69–76 cm MC: 7–8 kg        | VU          |
|         | Presbytis frontata    | (S. Müller, 1838)            | langur białoczelny   | gatunek monotypowy | środkowe i wschodnie Borneo: nierównomiernie od środkowego Sarawaku (Malezja) do większości wschodnich i kilku obszarów w zachodnim Kalimantanie (Indonezja)                            | DC: 47–54 cm DO: 63–74 cm MC: około 5,7 kg     | VU          |
|         | Presbytis chrysomelas | (S. Müller, 1838)            | langur sarawaski     | 2 podgatunki       | północne i zachodnie Borneo: Sabah (Melatap) i Sarawak (Malezja) na południe do rzeki Kapuas w zachodnim Kalimantanie (Indonezja)                                                       | DC: 43–61 cm DO: 61–84 cm MC: 5,9–8,2 kg       | CR          |
|         | Presbytis hosei       | (O. Thomas, 1889)            | langur szary         | gatunek monotypowy | północno-zachodnie Borneo: północno-wschodnie Brunei, Malezja (zachodni Sabah, na południe od góry Kinabalu, i północny Sarawak) oraz Indonezja (północny Kalimantan)                   | DC: 48–56 cm DO: 65–84 cm MC: 5,5–7 kg         | VU          |
|         | Presbytis canicrus    | (G.S. Miller, 1934)          | langur kalimantański | gatunek monotypowy | Indonezja (Borneo (Borneo Wschodnie, na południe od rzek Kayan i Sembakung, na południe od rzeki Mahakam, zachodnia granica zasięgu niejasna)                                           | DC: 48–56 cm DO: 65–84 cm MC: 5,5–7 kg         | EN          |
|         | Presbytis sabana      | (O. Thomas, 1893)            | langur siwoczuby     | gatunek monotypowy | Malezja (północne Borneo w większości Sabah, aż na południowy zachód do Kalabakanu; niepotwierdzony w Borneo Północnym (Indonezja))                                                     | DC: 48–56 cm DO: 65–84 cm MC: 5,5–7 kg         | EN          |
|         | Presbytis robinsoni   | O. Thomas, 1910              | langur tajski        | gatunek monotypowy | południowa Mjanma, południowa Tajlandia (od 13°50′ szerokości geograficznej północnej w prowincji Phetchaburi), północna część półwyspowej Malezji (na południe do Bukit Larut w Perak) | DC: 43–61 cm DO: 61–84 cm MC: 5,9–8,2 kg       | NT          |
|         | Presbytis femoralis   | (W. Martin, 1838)            | langur przepasany    | gatunek monotypowy | południowa część półwyspowej Malezji (skrajnie południowy Pahang i Johor) oraz Singapur                                                                                                 | DC: 43–61 cm DO: 61–84 cm MC: 5,9–8,2 kg       | CR          |
|         | Presbytis percura     | Lyon, 1908                   | langur reliktowy     | gatunek monotypowy | Indonezja (środkowo-wschodnia Sumatra, w małym obszarze pomi.ędzy rzekami Rokan i Siak)                                                                                                 | DC: 43–61 cm DO: 61–84 cm MC: 61–84 kg         | CR          |
|         | Presbytis natunae     | (O. Thomas & Hartert, 1894)  | langur natuański     | gatunek monotypowy | Indonezja (Wyspy Natuna (Bufuran) na północny zachód od wybrzeży Borneo) | DC: 43–61 cm DO: 61–84 cm MC: 5,9–8,2 kg       | VU          |
|         | Presbytis potenziani  | (Bonaparte, 1856)            | langur mentawajski   | gatunek monotypowy | Indonezja (Wyspy Mentawai (Sipora, Północna Pagai i Pagai oraz wysepka Sinakak)) | DC: około 50 cm DO: około 58 cm MC: 6,4–6,5 kg | CR          |
|         | Presbytis siberu      | (Chasen & Kloss, 1928)       | langur ciemnobrzuchy | gatunek monotypowy | Indonezja (Wyspy Mentawai (Siberut)) | DC: 48–50 cm DO: 58–64 cm MC: 6,4–6,5 kg       | EN          |
|         | Presbytis comata      | (Desmarest, 1822)            | langur szpakowaty    | 2 podgatunki       | endemit Indonezji: zachodnia Jawa od Ujung Kulon do góry Lawu; wschodnie granice zasięgu nieznane                                                                                       | DC: 43–60 cm DO: 56–72 cm MC: 6,4–8 kg         | VU          |
|         | Presbytis fredericae  | (Sody, 1930)                 |                      | gatunek monotypowy | endemit Indonezji: środkowa Jawa, wokół zboczy i wulkanów Gunung Slamet, Gunung Cupu i Diyeng; zachodnia granice zasięgu nieznane                                                       | DC: 43–60 cm DO: 56–72 cm MC: 6,4–8 kg         | VU          |
|         | Presbytis mitrata     | Eschscholtz, 1821            | langur czepcowy      | gatunek monotypowy | Indonezja (południowo-wschodnia Sumatra na wschód od gór Barisan, od rzeki Hari na południowy zachód do górnego biegu rzeki Musi, na południe do prowincji Lampung)                     | DC: 42–57 cm DO: 62–82 cm MC: 5,8–5,9 kg       | VU          |
|         | Presbytis melalophos  | (Raffles, 1821)              | langur czarnoczuby   | gatunek monotypowy | Indonezja (zachodnia Sumatra, od górnego biegu rzeki Rokan (Tanangtalu) na południe do górnego biegu rzeki Hari i dalej wzdłuż gór Barisan                                              | DC: 26–40 cm DO: 67–86 cm MC: 5,2–9 kg         | EN          |
|         | Presbytis siamensis   | (S. Müller & Schlegel, 1841) | langur białoudy      | 4 podgatunki       | skrajnie południowa Tajlandia, większość półwyspowej części Malezji, Indonezja (środkowo-wschodnia Sumatra, Archipelag Riau (Kundur, Bintan, być może Batam i Galang)                   | DC: 34–39 cm DO: 67–89 cm MC: 4,3–8,2 kg       | NT          |
|         | Presbytis sumatrana   | (S. Müller & Schlegel, 1841) | langur sumatrzański  | gatunek monotypowy | Indonezja (zachodnia i północno-środkowa Sumatra, Wyspy Batu (Pini)) | DC: 33–39 cm DO: 64–84 cm MC: 4,9–8,5 kg       | EN          |
|         | Presbytis bicolor     | Aimi & Bakar, 1992           | langur dwubarwny     | gatunek monotypowy | Indonezja (wschodnio-środkowa Sumatra (od rzeki Inderagiri na południe do rzeki Hari, głównie na wyżynach)                                                                              | DC: 33–38 cm DO: 64–84 cm MC: 4,9–8,5 kg       | DD          |
|         | Presbytis rubicunda   | (S. Müller, 1838)            | langur kasztanowy    | 5 podgatunków      | północno-wschodnie Borneo: Sabah i Sarawak (Malezja), Kalimantan i Wyspy Karimata u zachodniego brzegu Borneo (Indonezja); być może Brunei                                              | DC: 44–58 cm DO: 63–80 cm MC: 5,5–7 kg         | VU          |

Kategorie IUCN:  NT  – gatunek bliski zagrożenia,  VU  – gatunek narażony,  EN  – gatunek zagrożony,  CR  – gatunek krytycznie zagrożony,  DD  – gatunki o nieokreślonym stopniu zagrożenia. 
Opisano również wymarły gatunek z miocenu dzisiejszych Indii:
- Presbytis sivalensis (Lydekker, 1878)